# Cyathobasis
Cyathobasis là chi thực vật có hoa trong họ Dền.